# Фаворін
Фаворін Арелатський (лат. Favorinus, дав.-гр. Φαβωρῖνος, бл. 80 — бл. 160 р. н. е.) — давньоримський софіст-інтерсекс і філософ-академік-скептик, який мав успіх у час правління Адріана та Другої софістики.

## Раннє життя
Він мав галльське походження, народився в Арелате (Арль). Він отримав удосконалену освіту спершу в Галлії Нарбоненській,а потім у Римі, і в ранньому віці почав свої довічні подорожі через Грецію, Італію та Схід. 

## Кар'єра
Фаворін виступав як оратор у Римі та у багатьох грецьких містах. Він був близьким з Плутархом, з Геродом Аттіком, якому він заповів свою бібліотеку в Римі, з Деметрієм Кініком, Корнелієм Фронто, Авлом Гелієм, і з імператором Адріаном.
Його головним суперником був Полемон Смирнський, на якого він енергійно нападав у його пізні роки.
Він дуже добре знав грецьку мову.

## Роботи
Збереглася тільки одна робота Фаворіна — «Коринфська промова», в якій Фаворін скаржиться коринтянам на те, що вони забрали статую, яку вони раніше спорудили на його честь, ймовірно, поставлену після його ганьби Адріаном.
З багатьох інших робіт Фаворіна, у нас є лише кілька фрагментів, що збереглися Aulus Gellius, Diogenes Laërtius, Philostratus, Galen, а також у Suda, Pantodape Historia (різні історії) та Apomnemoneumata. Як філософ, Фаворін вважав себе академічним скептиком; Його найважливішою роботою у зв'язку з цим були Пірронські стежки в десяти книгах, де він намагався показати, що десять режимів Енесідема були корисні для тих, хто мав намір практикувати в судах.
Одна з промов Фаворіна містить найстаріший приклад психомафії, припускаючи, що він винайшов алегоричну техніку, яку латинський поет Пруденцій пізніше з великим успіхом застосував до християнської душі, чинячи опір різним видам спокуси.
Філософські твори
- «Пірронівські стежки» в 10 книгах. Головний філософський твір Фаворіна. Фрагменти є у Філострата та Діогена Лаертського

Збірники виписок. Енциклопедичні за широтою охоплення матеріалу твору
- «Строкаті історії» («Строкаті оповідання», «Різноманітна розповідь») у 24 книгах (ін.-грец. «Παντοδαπὴ ἱστορία»).
- «Пам'ятні записки» в 5 книгах (ін.-грец. «Ἀπομνημονεύματα»).

## Особисте життя
Фаворін описується як євнух (eunuch, εὐνοῦχος) з народження. Полемон Лаодикійський, автор трактату про фізіогномію, описав Фаворіна як «євнуха, народженого без яєчок», бородатого і з високим тонким голосом, тоді як Філострат описав його як гермафродита. Мейсон і інші описують Фаворіна такого, що Інтерсексуальні ознаки. Ретиф та Кіллієр припускають, що доступні описи узгоджуються з синдромом Рейфенштейна (androgen insensitivity syndrome).
Фаворін володів індійським рабом на ім'я Автолекіт